# Ett fönster mot gatan
Ett fönster mot gatan är ett album från 1984 av den svenska sångerskan Eva Dahlgren. Albumet producerades av Anders Glenmark.
Med låten "Guldgrävarsång" fick Eva Dahlgren en stor framgång. Även låtar som "Vill inte se" och "En plats på jorden" blev framgångsrika. Ingen av albumets låtar gavs dock ut på singel. "Guldgrävarsång" och "Don't push" gavs dock ut på promotion-maxisingel. Låtarna "Guldgrävarsång" och "Bara en väg ut" framfördes i tv-programmet "Glädjehuset" hösten 1984. "Vill inte se" framfördes på ANC-galan 1985.

## Låtförteckning
1. Guldgrävarsång
2. Vill inte se
3. Ensam
4. The Sky's Got No Eyes
5. Blackheart
6. Bara en väg ut
7. När det väl har hänt
8. Don't Push
9. En plats på jorden
10. A Choice Between Life or Senses

## Medverkande musiker
- Text och musik - Eva Dahlgren
- Inspelad i Polar Studios av Lennart Östlund
- Producerad och arrangerad av Anders Glenmark
- Rune Persson - tekniker
- Magnus Persson - trummor
- Jonas Isacsson, Henrik Janson, Anders Glenmark - gitarr
- Mats Englund, Mats Alsberg - bas
- Peter Ljung, Anders Glenmark - keyboard
- Anders Glenmark, Karin Glenmark, Nils Landgren, Mats Ronander, Scotti Preston och Eva Dahlgren - kör
- Peter Molander - cello
- Jan Schaffer - sitagitarr
- Johan Stengård - saxofon
- Sveriges Radios symfoniorkester - stråkar

## Listplaceringar
| Lista (1984-1985) | Topplacering |
| ----------------- | ------------ |
| Sverige           | 25           |